# Rasa Melnikienė
Rasa Melnikienė (* 17. April 1962 in Žasliai, Rajongemeinde Kaišiadorys) ist eine litauische Wirtschaftswissenschaftlerin, ehemalige Politikerin, Vizeministerin für Sozialschutz und Arbeit.

## Leben
Nach dem Abitur an der 5. Mittelschule Marijampolė absolvierte Melnikienė von 1980 bis 1985 das Diplomstudium der Wirtschaft an der Lietuvos žemės ūkio akademija.
Von 1985 bis 1990 war sie wissenschaftlicher Mitarbeiter am Institut für Planung der Volkswirtschaft und Ökonomie, von 1992 bis 1993 in der Abteilung für Transformation der Eigentumsverhältnisse am Institut für Wirtschaft und Privatisierung. Ab 1993 war sie Doktorandin an der Vilniaus Gedimino technikos universitetas. Von 1996 bis 2000 war Melnikienė Mitglied im Seimas, ab 2001 Vizeministerin am Sozialministerium Litauens. 
Ab 2000 lehrte er an der Lietuvos teisės universitetas, danach an der Vilniaus Gedimino technikos universitetas und am Institut für soziale Kommunikation der Vilniaus pedagoginis universitetas. 2000 promovierte sie über die sozialen und wirtschaftlichen Aspekte der Versorgung mit Wohnung in Litauen (zum Thema Apsirūpinimas būstu Lietuvoje: socialinis-ekonominis aspektas) in an der VGTU. Ab 2003 war sie stellv. Direktorin des  Departaments am Landwirtschaftsministerium Litauens, ab 2006  Direktorin des Wirtschaftsinstituts Lietuvos agrarinės ekonomikos institutas. 
Ab 1994 war Melnikienė Mitglied von Lietuvos centro sąjunga.
Melnikienė ist verheiratet. Mit ihrem Ehemann Vidmantas hat sie den Sohn Giedrius.